# Psi Hydrae
Désignations
Psi Hydrae (en abrégé ψ Hya) est une étoile binaire présumée de la constellation de l'Hydre, située quelques degrés à l'ouest de Gamma Hydrae. Elle est visible à l'œil nu avec une magnitude apparente de 4,95. Le système présente une parallaxe annuelle de 14,03 mas mesurée par le satellite Gaia, ce qui indique qu'il est distant d'environ ∼ 232 a.l. (∼ 71,1 pc) de la Terre. Il s'en rapproche à une vitesse radiale héliocentrique de −18 km/s.

## Propriétés
Psi Hydrae est une binaire astrométrique probable, ce qui est révélé par des anomalies dans le mouvement propre de l'étoile mesuré par le satellite Hipparcos. Sa composante visible est une étoile géante rouge évoluée de type spectral K0III. C'est une géante du red clump, ce qui signifie qu'elle génère son énergie par la fusion de l'hélium dans son noyau. L'étoile est approximativement 2,5 fois plus massive que le Soleil et son rayon est environ 11 fois plus grand que le rayon solaire. Elle est environ 62 fois plus lumineuse que le Soleil et sa température de surface est de 4 760 K.

## Nomenclature
ψ Hydrae, latinisé Psi Hydrae, est la désignation de Bayer de l'étoile. Elle porte également la désignation de Flamsteed de 45 Hydrae.
Les Kalapalos, qui habitent dans l'état du Mato Grosso au Brésil, appellent cette étoile et Beta Hydrae Kafanifani.